# Cantonul Gerzat
Cantonul Gerzat este un canton din arondismentul Clermont-Ferrand, departamentul Puy-de-Dôme, regiunea Auvergne, Franța.

## Comune
- Aulnat
- Blanzat
- Cébazat
- Gerzat (reședință)
- Malintrat
- Sayat